# Edwin William Conquest Flavell
Edwin William Conquest Flavell, britanski general, * 1898, † 1993.